# Powiat Przysuski
Der Powiat Przysuski ist ein Powiat (Kreis) in der Woiwodschaft Masowien in Polen. Der Powiat hat eine Fläche von 800,7 km², auf der 44.365 Einwohner leben. Die Bevölkerungsdichte betrug im Jahr 2004 55 Einwohner/km².

## Gemeinden
Der Powiat umfasst acht Gemeinden, die sich in drei Stadt-und-Land-Gemeinden und fünf Landgemeinden aufteilen.

### Stadt-und-Land-Gemeinden
- Gielniów
- Odrzywół
- Przysucha

### Landgemeinden
- Borkowice
- Klwów
- Potworów
- Rusinów
- Wieniawa